# Allium goulimyi
Allium goulimyi là một loài thực vật có hoa trong họ Amaryllidaceae. Loài này được Tzanoud. mô tả khoa học đầu tiên năm 1983.